# Mistrzostwa Polski w Skokach Narciarskich 1981
56. Mistrzostwa Polski w Skokach Narciarskich – zawody o mistrzostwo Polski w skokach narciarskich, które odbyły się w dniach 7-8 lutego 1981 roku na Średniej i Wielkiej Krokwi w Zakopanem. 
W konkursie indywidualnym na skoczni normalnej zwyciężył Stanisław Bobak, srebrny medal zdobył Jan Łoniewski, a brązowy – Józef Pawlusiak. Na dużym obiekcie najlepszy okazał się Bobak przed Piotrem Fijasem i Tadeuszem Bafią.

## Wyniki

### Konkurs indywidualny na normalnej skoczni (07.02.1981)
| Miejsce | Zawodnik          | Klub                   | Skok 1 | Skok 2 | Punkty |
| ------- | ----------------- | ---------------------- | ------ | ------ | ------ |
| 1.      | Stanisław Bobak   | WKS Zakopane           | 78,5   | 78,5   | 245,2  |
| 2.      | Jan Łoniewski     | WKS Zakopane           | 76,5   | 75,0   | 231,0  |
| 3.      | Józef Pawlusiak   | BBTS Bielsko-Biała     | 75,5   | 74,5   | 230,6  |
| 4.      | Janusz Duda       | Wisła-Gwardia Zakopane | 74,0   | 75,5   | 229,6  |
| 5.      | Piotr Fijas       | BBTS Bielsko-Biała     | 75,0   | 75,5   | 226,4  |
| 6.      | Henryk Tajner     | WKS Zakopane           | 72,5   | 70,5   | 214,9  |
| 7.      | Adam Krzysztofiak | WKS Zakopane           | 79,0   | 68,0   | 207,9  |
| 8.      | Andrzej Kowalski  | WKS Zakopane           | 73,0   | 68,5   | 207,7  |

Do konkursu zostało zgłoszonych 60 zawodników.

### Konkurs indywidualny na dużej skoczni (08.02.1981)
| Miejsce | Zawodnik             | Klub                   | Skok 1 | Skok 2 | Punkty |
| ------- | -------------------- | ---------------------- | ------ | ------ | ------ |
| 1.      | Stanisław Bobak      | WKS Zakopane           | 110,5  | 107,5  | 244,7  |
| 2.      | Piotr Fijas          | BBTS Bielsko-Biała     | 103,0  | 109,0  | 233,3  |
| 3.      | Tadeusz Bafia        | Wisła-Gwardia Zakopane | 102,5  | 102,0  | 216,3  |
| 4.      | Janusz Waluś         | BBTS Bielsko-Biała     | 95,5   | 97,0   | 199,5  |
| 5.      | Jan Łoniewski        | WKS Zakopane           | 93,5   | 99,0   | 198,0  |
| 6.      | Zenon Węgrzynkiewicz | GKN Beskidy Szczyrk    | 98,0   | 94,0   | 196,3  |
| 7.      | Bogdan Zwijacz       | Wisła-Gwardia Zakopane | 94,0   | 94,5   | 190,4  |
| 8.      | Mirosław Pytel       | Olimpia Goleszów       | 96,0   | 91,5   | 187,5  |